# پاناگیوتیس سامیلیدیس
پاناگیوتیس سامیلیدیس (به انگلیسی: Panagiotis Samilidis) (زادهٔ ۹ اوت ۱۹۹۳) شناگر اهل یونان است.